# S.O.S. (álbum de S.O.S. Band)
S.O.S. é o álbum de estreia da banda The S.O.S. Band lançado pela Tabu no verão americano de 1980, produzido por  Sigidi.
O álbum contém o sucesso "Take Your Time (Do It Right)" e outros sucessos em clubes.

## História
O álbum alcançou o número 2 na parada R&B albums chart. Também atingiu o número 12 na parada Billboard 200. O álbum ainda atingiu o número 1 da parada R&B com a faixa "Take Your Time (Do It Right)". O single atingiu o número 3 na parada  Billboard Hot 100, número 1 na Hot Dance Club Play e número 51 na UK Singles Chart. Os dois singles seguintes,  "S.O.S. (Dit Dit Dit Dash Dash Dash Dit Dit Dit)" e "What's Wrong with Our Love Affair?", também entraram na parada R&B, atingindo número 20 e 87  respectivamente. O álbum foi remasterizado digitalmente e relançado em CD com faixas bônus em 2013 pela Demon Music Group.

## Faixas
| Lado um |                                                   |         |  |
| N.º     | Título                                            | Duração |  |
| 1.      | "S.O.S. (Dit Dit Dit Dash Dash Dash Dit Dit Dit)" | 5:43    |  |
| 2.      | "What's Wrong with Our Love Affair?"              | 4:50    |  |
| 3.      | "Open Letter"                                     | 4:29    |  |
| 4.      | "Love Won't Wait for Love"                        | 5:11    |  |

| Lado dois |                                |         |  |
| N.º       | Título                         | Duração |  |
| 5.        | "Take Your Time (Do It Right)" | 7:40    |  |
| 6.        | "I'm in Love"                  | 3:36    |  |
| 7.        | "Take Love Where You Find It"  | 5:55    |  |
| 8.        | "S.O.S. (Reprise)"             | 1:50    |  |

| faixas bônus remasterizadas em 2013 |                                                                       |         |  |
| N.º                                 | Título                                                                | Duração |  |
| 9.                                  | "S.O.S. (Dit Dit Dit Dash Dash Dash Dit Dit Dit)" (Edit)              | 4:04    |  |
| 10.                                 | "S.O.S. (Dit Dit Dit Dash Dash Dash Dit Dit Dit)" (Special Disco Mix) | 7:37    |  |
| 11.                                 | "Take Your Time (Do It Right)" (Part 1)                               | 3:13    |  |
| 12.                                 | "Take Your Time (Do It Right)" (Part 2)                               | 4:12    |  |
| 13.                                 | "Take Your Time (Do It Right)" (Long Version)                         | 7:37    |  |
| 14.                                 | "What's Wrong with Our Love Affair?" (Edit)                           | 3:54    |  |

## Músicos
The S.O.S. Band
- Jason "T.C." Bryant – teclados, vocais
- Billy "B.E." Ellis – saxofone, teclados, vocais
- Mary Davis – vocais, percussão
- James Earl Jones III – bateria, vocais
- Willie "Sonny" Killebrew – saxofone, flauta, vocais
- Bruno Speight – guitarra
- John Alexander Simpson – baixo, vocais

Músicos adicionais
- James Stroud – bateria (em "Love Won't Wait for Love")
- Munyungo – percussão
- Maceo Parker, Fred Wesley, Larry Hatcher, David Li, Richard Griffith, Ray Brown, Jr., Nolan Smith, Jeff Clayton – sopro
- Bill Henderson – cordas
- Rosalind Sweeper, Freddi Rawls, Michele Morgan, Gertha Simms – background vocals
- Dorothy Farrell, Linda Riley, Pam Jones, Isaac Welcome, Angela (Neicy) Hall, Grace Anderson, Charlene Few – palmas

## Produção
- Sigidi – produtor, arranjador
- Clarence Avant – produtor executivo
- Fred Wesley, The S.O.S. Band – arranjos
- Richard Wells, Ted Bush, Tom Race, George Pappas – engenheiros de som
- Tommy Cooper, Greg Webster – engenheiros assistentes
- David Hassinger, Serge Reyes, Rhonghea Southern – mixagem
- Neil Petinov – assistente de mixagem
- Mike Reese – masterização

## Paradas
| Parada (1980)                         | Pico |
| ------------------------------------- | ---- |
| U.S. Billboard 200                    | 12   |
| U.S. Billboard Top R&B/Hip-Hop Albums | 2    |

Singles
| Ano  | Single                                            | Pico | Pico   | Pico   | Pico |
| Ano  | Single                                            | US   | US R&B | US Dan | UK   |
| ---- | ------------------------------------------------- | ---- | ------ | ------ | ---- |
| 1980 | "Take Your Time (Do It Right)"                    | 3    | 1      | 1      | 51   |
| 1980 | "S.O.S. (Dit Dit Dit Dash Dash Dash Dit Dit Dit)" | —    | 20     | 54     | —    |
| 1981 | "What's Wrong with Our Love Affair?"              | —    | 87     | —      | —    |